# Piz Tarantschun
Piz Tarantschun är en bergstopp i Schweiz.   Den ligger i regionen Viamala och kantonen Graubünden, i den östra delen av landet, 150 km öster om huvudstaden Bern. Toppen på Piz Tarantschun är 2 769 meter över havet, eller 145 meter över den omgivande terrängen. Bredden vid basen är 0,39 km.
Terrängen runt Piz Tarantschun är huvudsakligen bergig, men den allra närmaste omgivningen är kuperad. Närmaste större samhälle är Thusis, 10,2 km nordost om Piz Tarantschun. 
Trakten runt Piz Tarantschun består i huvudsak av gräsmarker. Runt Piz Tarantschun är det mycket glesbefolkat, med 6 invånare per kvadratkilometer.